# 葡萄牙的瑪麗亞·阿松桑
瑪麗亞·阿松桑（葡萄牙語：Maria da Assunção，1805年6月25日—1834年1月7日），葡萄牙國王約翰六世的第五女，終身未婚。死後先葬在奇蹟教堂，後移葬布拉干薩王朝神殿。